# Giovani dos Santos (lekkoatleta)
Giovani dos Santos (ur. 2 lipca 1981) – brazylijski lekkoatleta, długodystansowiec. 

## Osiągnięcia
| Rok  | Impreza                           | Miejsce      | Konkurencja      | Lokata      | Wynik    |
| ---- | --------------------------------- | ------------ | ---------------- | ----------- | -------- |
| 2011 | Mistrzostwa Ameryki Południowej   | Buenos Aires | bieg na 10 000 m | 1. miejsce  | 28:41,02 |
| 2011 | Igrzyska panamerykańskie          | Guadalajara  | bieg na 10 000 m | 3. miejsce  | 29:51,71 |
| 2012 | Mistrzostwa świata w półmaratonie | Kawarna      | półmaraton       | 14. miejsce | 1:02:32  |
| 2014 | Igrzyska Ameryki Południowej      | Santiago     | bieg na 10 000 m | 2. miejsce  | 28:53,90 |

Trzykrotny medalista mistrzostw kraju na 10 000 metrów: złoto (2013), srebro (2012) oraz brąz (2011).

## Rekordy życiowe
- Bieg na 10 000 metrów – 28:23,89 (2013)